# Manifesto GNU
O Manifesto GNU foi escrito por Richard Stallman e publicado em março de 1985 no Dr. Dobb's Journal of Software Tools como uma explicação e definição do objetivo do Projeto GNU, e uma convocação para apoio e participação. É considerado por muitos como a principal fonte filosófica do software livre. O texto completo está disponível na internet, assim como em software GNU, como o Emacs.